# Wiley-Blackwell

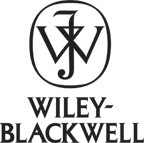
Logo

Wiley-Blackwell ist ein Imprint des amerikanischen Wissenschaftsverlags John Wiley & Sons. Er wurde 2007 gegründet, nachdem John Wiley & Sons den britischen Wissenschaftsverlag Blackwell Publishing der Buchhandelskette Blackwell’s übernommen hatte, und umfasst überdies auch den Bereich Naturwissenschaften (STM) von John Wiley & Sons exklusive der Chemie.
Die Zeitschriften von Wiley-Blackwell sind über die Wiley Online Library zugänglich.

## Zeitschriften
- Maternal & Child Nutrition
- Molecular Oral Microbiology